# Buzači
Buzači (kazašsky Бозащы, rusky Бузачи) je poloostrov v severovýchodní části Kaspického moře, v Mangystauské oblasti Kazachstánu. Převažující výška reliéfu je od −5 do −25 m, nejvyšší výška je 61 m.
Převládá zde poušť. Na jihu je kopcovitý povrch, místy pokrytý dunami a kopcovitými písky. Na severu jsou rozsáhlé oblasti slaných bažin. Na jihu k poloostrovu přiléhají hory poloostrova Mangyšlak. Průměrná teplota v lednu je −7 °C, v červenci 26 °C. Napadne zde ročně jen 200–250 mm srážek. Asi 40 dnů v roce zde fouká silný vítr (rychlost větší než 15 m/s). 
V souvislosti se snižováním hladiny Kaspického moře v letech 1980–1990 se plocha poloostrova výrazně zvýšila, poté se opět začala snižovat.
Nerostné zdroje poloostrova jsou ropa a zemní plyn. Byly zde vybudovány silnice, ropovody a plynovody. Existuje zde letiště, které zajišťuje nákladní i osobní leteckou přepravu na tato těžební pole.
V severní části Buzači leží osada Burynšik. Na poloostrově žijí tisíce džejranů.
Poloostrov Buzači byl pro západní kartografii poprvé zmapován ruským cestovatelem Fjodorem Ivanovičem Sojmonovem v letech 1719 až 1727.